# Kalangya
Kalangya (Évf.1.1932-13.1944:9.) a jugoszláviai magyar nemzetiség irodalmi és kritikai folyóirata. Székhely: Újvidék; 2.1933:11-4.1935:2 : Szabadka;  4.1935:3-5.1936:8.: Újvidék; 6.1937:1-10.1941:2.? : Verbász; 10.1941:4- : Zombor.  Előzmény: Vajdasági Írás. A Kalangyát indította Szenteleky Kornél és Csuka Zoltán. Szenteleky Kornél halála után szerkesztette Radó Imre (1933/8–1934/2), Szirmai Károly, Draskóczi Ede, Kende Ferenc, 1941 decemberétől Herceg János.
A folyóirat elsősorban a jugoszláviai magyar írók (köztük a szerkesztőkön túl Bencz Boldizsár, Berényi János, Börcsök Erzsébet, Csuka János, Cziráky Imre, Dudás Kálmán, Farkas Geiza, Fekete Lajos, Kázmér Ernő, Kisbéry János, Kristály István, Laták István, Majtényi Mihály, Polácsi János) műveit közölte, de szerb és a horvát írók műveit is bemutatta fordításban. A magyarországi és az erdélyi magyar nyelvű irodalommal is kapcsolatot teremtett, közreadott például Kosztolányi Dezső, Németh László, Reményik Sándor, Weöres Sándor, Franyó Zoltán, Szemlér Ferenc, Borsodi Lajos alkotásaiból.